# Tidabius poaphilus
Tidabius poaphilus är en mångfotingart som beskrevs av Chamberlin 1913. Tidabius poaphilus ingår i släktet Tidabius och familjen stenkrypare. Inga underarter finns listade i Catalogue of Life.